# Bear Lake (Míchigan)
Bear Lake es una villa ubicada en el condado de Manistee en el estado estadounidense de Míchigan. En el Censo de 2010 tenía una población de 286 habitantes y una densidad poblacional de 330,61 personas por km².

## Geografía
Bear Lake se encuentra ubicada en las coordenadas 44°25′12″N 86°8′44″O / 44.42000, -86.14556. Según la Oficina del Censo de los Estados Unidos, Bear Lake tiene una superficie total de 0.87 km², de la cual 0.8 km² corresponden a tierra firme y (7.78%) 0.07 km² es agua.

## Demografía
Según el censo de 2010, había 286 personas residiendo en Bear Lake. La densidad de población era de 330,61 hab./km². De los 286 habitantes, Bear Lake estaba compuesto por el 94.06% blancos, el 0% eran afroamericanos, el 3.15% eran amerindios, el 0% eran asiáticos, el 0.35% eran isleños del Pacífico, el 1.05% eran de otras razas y el 1.4% pertenecían a dos o más razas. Del total de la población el 1.4% eran hispanos o latinos de cualquier raza.